# Wojtkowo
Wojtkowo [vɔi̯tˈkɔvɔ] (tiếng Đức: Markhausen)  là một ngôi làng thuộc khu hành chính của Gmina Bartoszyce, thuộc huyện Bartoszycki, Warmińsko-Mazurskie, ở phía bắc Ba Lan, gần biên giới với tỉnh Kaliningrad của Nga.
Ngôi làng có dân số xấp xỉ 50.